# کامیلا اسپارو
کامیلا اسپارو (انگلیسی: Camilla Sparv؛ زادهٔ ۳ ژوئن ۱۹۴۳) هنرپیشه اهل سوئد است.

## بخشی از فیلمشناسی
از فیلم‌ها یا برنامه‌های تلویزیونی که وی در آن نقش داشته‌است می‌توان به آثار زیر اشاره کرد.
- قهرمان اسکی (1969)
- کشته‌های زمستان ()
- صف قاتلین (1966)
- طلای مکنا (1969)
- مقتدر یونانی (1978)
- کابوبلانکو (1980)
- گرگ آسمان
- کارآگاه راکفورد
- هاوایی فایو-او